# Vought F7U Cutlass
Vought F7U Cutlass (англ. Cutlass — «абордажная сабля») — палубный истребитель США. Разработчик и производитель — Chance Vought. Генеральный конструктор — Рекс Бейсел. Выпускался в 1948—1955 годах, эксплуатировался с 1951 по 1957 год. Построено 320 самолётов.
Один из ранних реактивных самолётов палубной авиации США, Vought F7U Cutlass отличался от большинства флотских самолётов, в первую очередь, своей необычной схемой, которую можно описать как «полубесхвостка». Существует неподтверждённое официально мнение, что в основу самолёта легли разработки немецкой фирмы Arado, попавшие в США после окончания Второй мировой войны.
Необычная аэродинамическая схема самолёта, как показала практика, имела ряд серьёзнейших недостатков. Самолёт Vought F7U Cutlass за свою недолгую службу на авианосцах показал себя как весьма проблемная и небезопасная машина: порядка четверти построенных самолётов было потеряно в авариях, погибло четыре лётчика-испытателя и двадцать один пилот из состава морской авиации. Причиной этому были, среди прочего, ошибки проектирования, а также недостаточная мощность и надёжность двигателей.

## Разработка самолёта

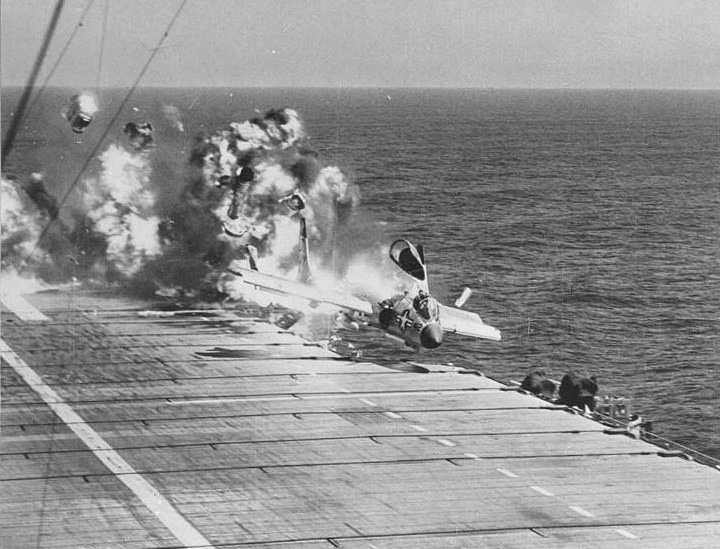
Катастрофа F7U-3 при посадке на авианосец USS Hancock 14 июля 1955. Погиб пилот и три члена экипажа корабля

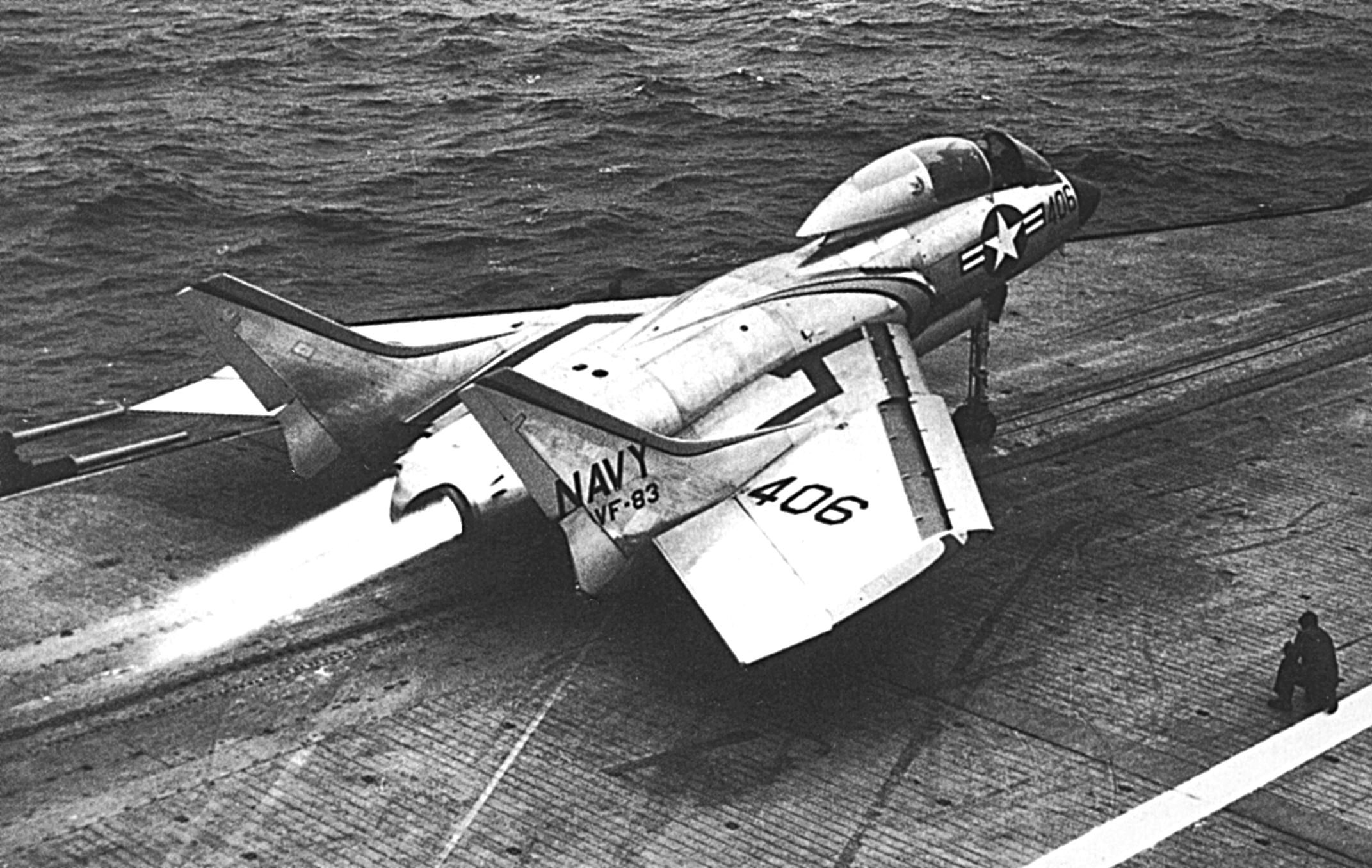
VF-83 F7U-3M взлетает с авианосца USS Intrepid в 1954. Из-за низкой надежности самолёта пилоты предпочитали взлет с открытым фонарём.

Самолёт Vought F7U Cutlass был спроектирован фирмой Vought в рамках заказа ВМС США (выдан 1 июня 1945 г.) на создание дневного палубного истребителя. В задании указывались требуемые характеристики машины: скорость самолёта −966 км/ч и потолок — несколько более 12 тысяч метров. Для самолёта были выбраны следующие технические решения: стреловидное крыло с широкой хордой и малым удлинением, двухкилевое оперение по обеим сторонам короткого фюзеляжа. Кабина вынесена вперёд для обеспечения хорошего обзора при посадке на авианосец.
Управление по крену и тангажу осуществлялось элевонами, вдоль всей передней кромки крыла проходил предкрылок. Система управления — гидравлическая. Для обеспечения большего угла атаки на взлёте (что сокращало разбег) был выбран большой стояночный угол, а это, в свою очередь, потребовало установки высокой передней стойки шасси. Стойка эта, как показала практика, отличалась недостаточной прочностью, что привело к ряду аварий. Примечательной оказалась и малая, неудовлетворительная тяговооружённость самолёта: мощности двух двигателей Westinghouse было явно недостаточно (одна из шуток пилотов Vought F7U Cutlass — «тостеры Westinghouse дают больше тепла, чем двигатели той же фирмы»).

## Эксплуатация

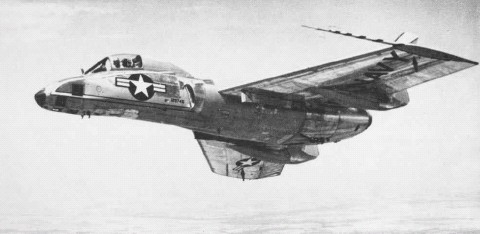
Разведчик F7U-3P

В 1946 г. флотом были заказаны три прототипа. Первый полёт совершён 29 сентября 1948 г. Серийное производство самолёта начато моделью F7U-1. Затем последовали варианты F7U-2 (не строился серийно) и F7U-3 с более мощными двигателями. Первая серия из 16 машин F7U-3 была оснащена бесфорсажными двигателями Allison J35-29, впоследствии замененными на Westinghouse J46-WE-8B. Именно данная модификация и составила основную серию из выпущенных и принятых в эксплуатацию флотом 288 машин.
Первые самолёты получены флотом в 1954 г.; последние самолёты сняты с эксплуатации в ноябре 1957 г. Подразделения флота и корабли, на которых эксплуатировались F7U-3:
- VF-124,USS Hancock (CVA-19), август 1955 — март 1956;
- VF-81, USS Ticonderoga (CVA-14), ноябрь 1955 — август 1956;
- VF-86, USS Forrestal (CVA-59), январь — март 1956;
- VF-83, USS Intrepid (CVA-11), март — сентябрь 1956;
- VF-212, USS Bon Homme Richard (CVA-31), август 1956 — февраль 1957.

## Основные варианты
- F7U-1 — первая производственная серия с двигателями J34-WE-32, построено 14.
- F7U-3 — основная производственная серия, построено 192.
- F7U-3P — фоторазведчик, построено 12.
- F7U-3M — самолёт, вооруженный ракетами «воздух-воздух» AIM-7 Sparrow, построено 98 (включая 48 самолётов, модернизированных из варианта F7U-3).

## Лётно-технические характеристики
- Экипаж: 1
- Длина: 13,49 м
- Размах крыльев: 11,79 м
- Высота: 4,27 м
- Площадь крыльев: 46.1 м²
- Вес (пустой): 8 260 кг
- Вес (максимальный взлётный): 14 353 кг
- Силовая установка: 2×ТРД Westinghouse J46-WE-8A , тяга 20,46 kN каждый
- Максимальная скорость: 1 095 км/ч
- Дальность: 1 060 км
- Практический потолок: 12 000 м
- Скороподъёмность: 67 м/с
- Тяговооружённость: 0,29
- Вооружение:
  - Пушечное: 4×20-мм авиационные пушки M3, 180 снарядов на ствол
  - Бомбовая нагрузка: 4 точки подвески, до 2 500 кг
  - Ракеты: AIM-7 Sparrow